# علي فاضل (لاعب كرة قدم)
علي فاضل، لاعب كرة قدم كويتي. كان يلعب مع نادي السالمية، ويلعب حاليا مع نادي النصر الكويتي.